# GBU
GBU er forkortelsen for Guided Bomb Unit – en bombe, der kan styres mod målet. Efterfølges gerne af et løbenummer for den pågældende ammunitionstype, f.eks. GBU-28.
Andre forkortelser for bombetyper: MK, BLU, CBU. 